# 片岡松之亟 (初代)
初代片岡松之亟（かたおかまつのじょう、1910年（明治43年） - 1980年（昭和55年）8月11日）は、歌舞伎役者。
吾妻英三郎の名で1921年（大正10年）初舞台。1925年（大正14年）6月、二代目松本錦吾門になり松本京弥、1933年（昭和8年）1月松本京之助と改名。1952年（昭和27年）3月、十三代目片岡仁左衛門の門人で片岡松之丞となる。女形として腰元、仲居役などで舞台に立った。
| スタブアイコン | サブスタブ | この項目は、まだ閲覧者の調べものの参照としては役立たない、俳優（男優・女優）に関連した書きかけの項目です。この項目を加筆・訂正などしてくださる協力者を求めています（P:映画/PJ芸能人）。 |